# Göttin (Brandenburg an der Havel)

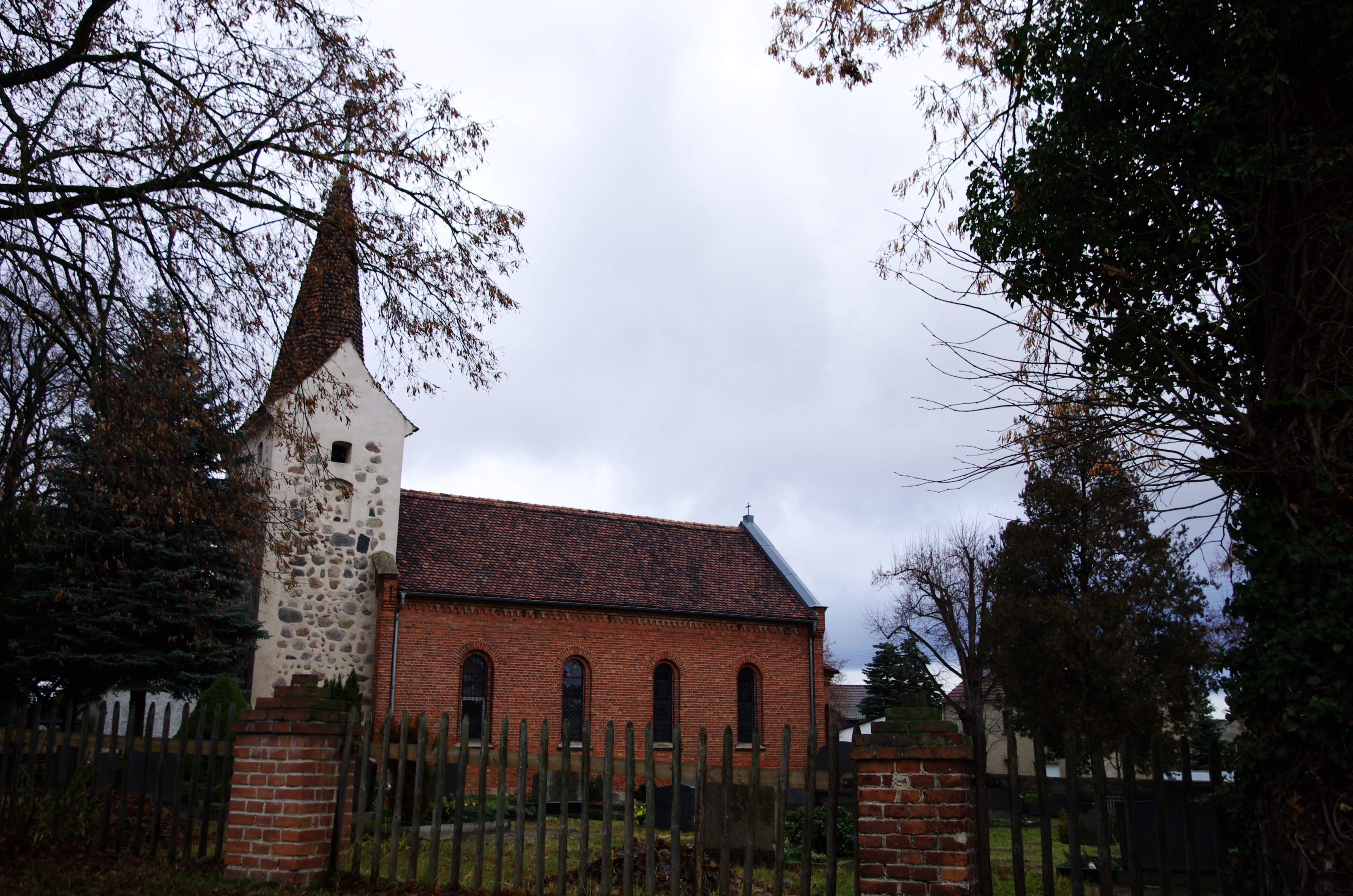
Die Dorfkirche

Göttin [gœˈtiːn] ist ein Ortsteil in Brandenburg an der Havel in Brandenburg. Der Ortsteil Göttin gehört zum Stadtteil Neustadt.

## Lage und Geschichte
Göttin liegt 6 Kilometer südlich von Brandenburg an der Havel. Durch den Ort führt die Straße von Brandenburg nach Krahne. Südlich von Göttin befindet sich die Zauche, eine dünnbesiedelte Hochfläche. Durch den Ort fließt die Plane, allerdings wurde dieser Teil der Plane künstlich angelegt.
Im Jahre 1304 wurde Göttin das erste Mal urkundlich erwähnt. Von 1351 bis 1872 befand sich der Ort im Besitz der Familie Rochow, die hier auch ein Gut besaßen. Im Dreißigjährigen Krieg wurde der Ort teilweise zerstört, von acht Hüfner und zwei Kossäten waren nach dem Krieg noch vier Hüfner vorhanden. Im Jahre 1773 gab es wieder elf Höfe. Eine Schule wurde 1777 von dem Schulreformer Friedrich Eberhardt von Rochow gegründet, das Schulgebäude wurde 1910 neu erbaut.
Im Jahre 1858 wird eine Maschinenspinnerei erwähnt, diese ist heute eine Tischlerei. In diesem Jahr wohnten in Göttin 292 Einwohner, 500 Einwohner waren es im Jahre 1900 und 964 im Jahre 1939. Am 1. Juli 1950 wurde der Ort in den Stadtkreis Brandenburg eingemeindet, davor gehörte Göttin zum Kreis Zauch-Belzig. Im Jahre 1952 wurde der Ort dem Landkreis Brandenburg zugeordnet. Am 6. Dezember 1993 kam der Ort endgültig zum Stadtkreis Brandenburg.

## Bauwerke

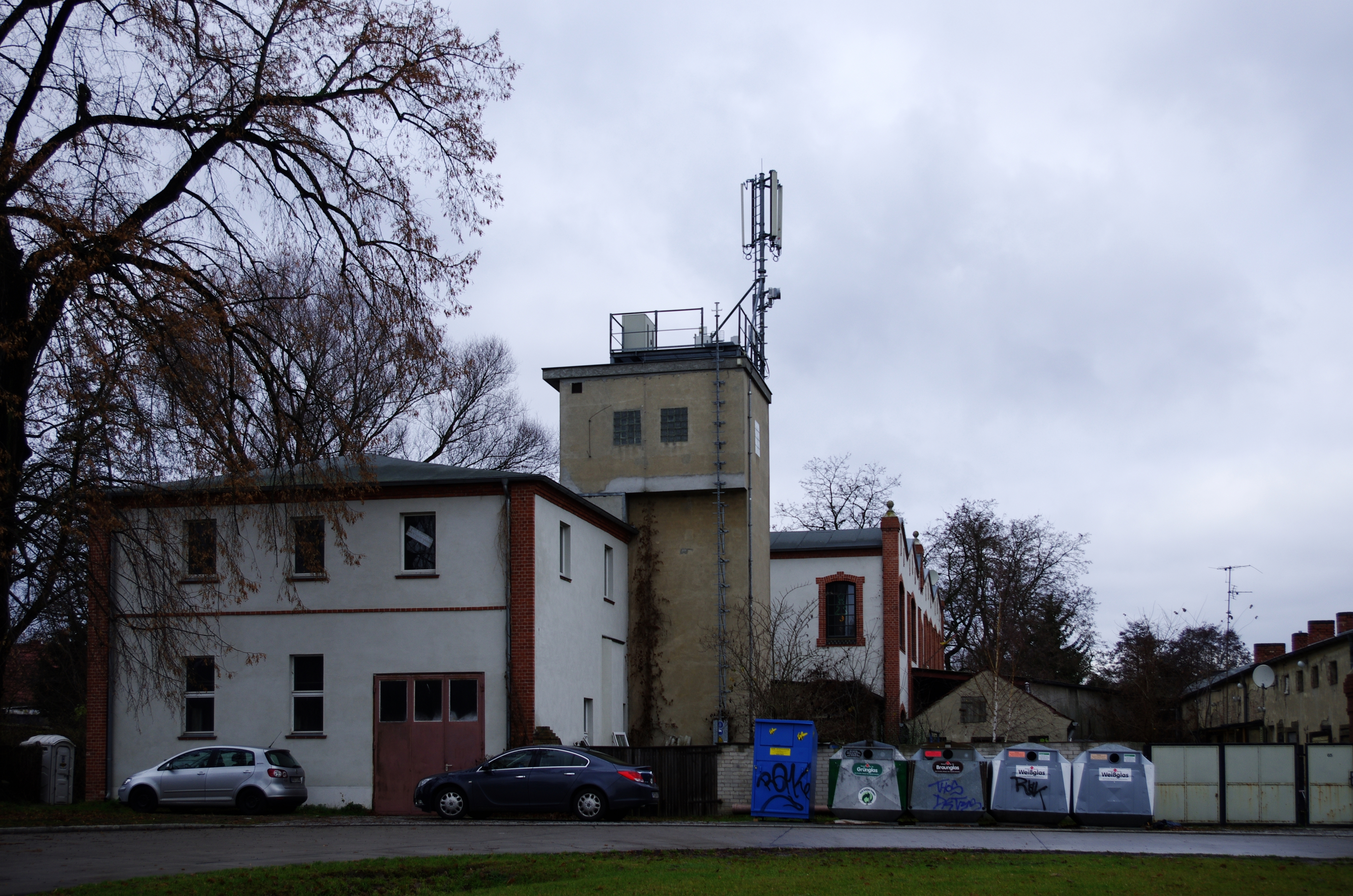
Das Haus Brandenburger Straße 65

In Göttin befinden sich fünf Baudenkmale:
- Die Dorfkirche Göttin wurde 1870 als Ersatz für einen Vorgängerbau errichtet. Die Kirche befindet sich in der Ortsmitte, um die Kirche befindet sich der Kirchhof. Vom Vorgängerbau ist der Turm erhalten geblieben, dieser stammt wahrscheinlich aus dem 15. Jahrhundert. Das Schiff ist ein rechteckiger Saal mit halbrunder Apsis und einem Satteldach. Im Inneren befindet sich ein Altarretabel, das Gemälde zeigt die Grablegung Christi. Die Kanzel, die Westempore und das Orgelprospekt sind aus der Bauzeit.
- Auf dem Kirchhof befinden sich mehrere Grabmale aus dem 18. und 19. Jahrhundert. Es ist das Grabmal J. Hinnenburg, das Grabmal C. F. Hinnenburg, das Grabmal Familie Hinnenburg, das Grabmal J. Baewert und das Grabmal L. Baewert.
- In der Brandenburger Straße 65 befindet sich die ehemalige Maschinenspinnerei, heute befindet sich hier eine Tischlerei. Erbaut wurde das Gebäude in der zweiten Hälfte des 19. Jahrhunderts. Hier stand davor eine Wassermühle aus dem 17. Jahrhundert.
- In der Göttiner Schulstraße 3 steht eine Stallscheune aus dem 18. Jahrhundert. Es ist ein eingeschossiger Fachwerkbau.
- In der Göttiner Schulstraße 5 steht ein Wohnhaus aus dem Jahr 1909 mit einer klassizistischen Fassade. Es ist ein traufständiger, eingeschossiger Bau mit fünf Achsen.

## Denkmäler

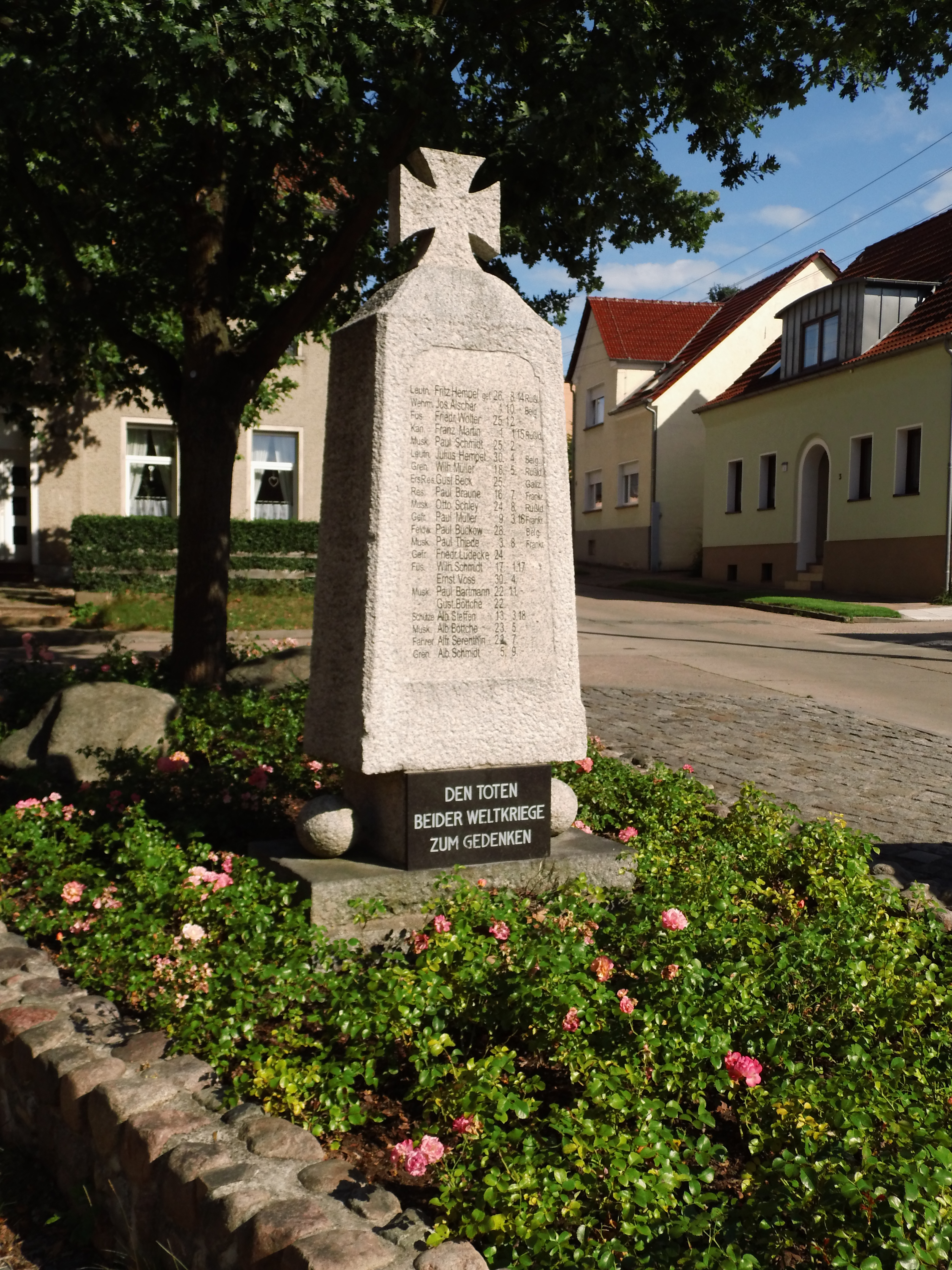
Denkmal der Weltkriege

Zwischen Göttiner Schulstraße und Krahner Straße befindet sich ein Denkmal, welches an die Toten beider Weltkriege erinnert.

## Verkehr
Der Haltepunkt Göttin lag an der Brandenburgischen Städtebahn.